# 18 septembre 1978
Le lundi 18 septembre 1978 est le 261e jour de l'année 1978.

## Naissances
- Duncan Jones (mort le 27 janvier 2017), joueur de rugby à XV gallois
- Martin Preiss, directeur de la photographie, scénariste et réalisateur tchèque
- Issam Trabelsi, footballeur tunisien
- Manuela Pesko, snowboardeuse suisse
- Martin Ehrenhauser, homme politique autrichien
- Daniel Fernandes, auteur de bande dessinée de langue française
- Iván Leal Reglero, karatéka espagnol
- Randy Fasani, joueur américain de football américain
- Caroline Steffen, triathlète professionnelle suisse
- Kaoru Mori, mangaka japonaise
- Augustine Simo, footballeur international camerounais
- Kendra Lust, actrice américaine de films pornographiques
- Pilar López de Ayala, actrice espagnole de cinéma
- Mile Janakieski, homme politique macédonien
- Elena Lebedeva, rameuse russe
- Fredrik Ericsson, cycliste suédois

## Décès
- Ann Shoemaker (née le 10 janvier 1891), actrice américaine
- Rudolf Nebel (né le 21 mars 1894), pionnier allemand du vol spatial
- Abraham Kovoor (né le 10 avril 1898), professeur et rationaliste indien
- Evelyn Berckman (née le 18 octobre 1900), romancière et compositrice américaine
- Jean Feldmann (né le 25 juin 1905), biologiste français
- John Crammond (né le 5 juillet 1906), sportif britannique
- Henri Roessler (né le 16 septembre 1910), footballeur français
- Maro Ajemian (née le 9 juillet 1921), pianiste américaine d'origine arménienne

## Autres événements
- Sortie de l'album Gene Simmons
- Création de l'opéra Les Joueurs à Léningrad par le Théâtre de chambre de Moscou et l'Orchestre philharmonique
- Sortie de l'album Paul Stanley
- Terre humaine (série télévisée)
- Sortie de l'album Ace Frehley
- Sortie de l'album Peter Criss
- Sortie de la bande originale The Wiz
- Début de la diffusio du manga Candy à la télévision sur Antenne 2 dans l'émission Récré A2.